# Église Notre-Dame de Théville
Pour les articles homonymes, voir Église Notre-Dame.
L'église Notre-Dame de Théville est un édifice catholique qui se dresse sur le territoire de la commune française de Théville, dans le département de la Manche, en région Normandie.

## Localisation
L'église Notre-Dame, entourée de son cimetière, et précédée du presbytère qui donne sur une petite route, est située sur la commune de Théville, dans le département français de la Manche.

## Historique
L'église est placée sous le vocable de Notre-Dame, Sainte-Anne étant sa seconde patronne.
Elle était à l'origine placée sous le patronage de l'évêque de Coutances, Geoffroy de Montbray, qui l'avait acquise ainsi que Cherbourg, Équeurdreville et Barfleur, mais fut par la suite concédée par Guillaume, fils de Robert Estur de l'Isle, à l'abbaye de Montebourg. Cette donation fut confirmée par Henri de Tilly puis par le pape Adrien IV au milieu du XIIe siècle.
D'après le Livre noir, c'est Jean de Tilly au milieu du XIIIe siècle qui en était le patron. L'abbé de Montebourg qui recevait les deux tiers des gerbes, le curé l'autre tiers, contesta à la famille de Tilly le droit de patronage. Ainsi vers 1350, ils se partageaient la désignation du curé. Cependant, en 1492, une sentence du lieutenant du bailli de Cotentin ordonna que la présentation du curé revenait à l'abbaye de Montebourg.
Le premier curé à tenir des registres paroissiaux en règle fut Guillaume Blondel, curé en 1594. François Daireaux, son successeur, fit réparer le chœur, remplaça les ouvertures gothiques trop étroites par des fenêtres en anse de panier, et déplaça la baie ogivale du chevet, afin d'y adosser une sacristie et la fit reporter dans la  côtière du nord.
En 1736, René Bourdet fît bâtir l'ancien presbytère et commença la construction de la tour actuelle qui sera achevée en 1743 par Guillaume Vastel, prêtre et maître d'école.
Une inscription, avec la date de 1780, gravée au-dessus de la porte sud témoigne de l'achèvement des travaux pour relever la nef. À cette époque c'est Louis-Charles Onfroy qui en est le curé. À la Révolution il refusera de prêter serment à la Constitution civile du clergé comme son vicaire et se s'exilèrent à Aurigny. C'est Gilles Gibon, frère du maire, qui fut élu curé de Théville. Le presbytère fut acheté par Pierre Bourdet, et le mobilier vendu à bas prix, et Gilles Bon abandonna la prêtrise.
En 1794, le conseil général de la commune désigna alors six notables afin de présider aux inhumations. Revenu en France, M. Onfroy retrouva sa cure et prit sa retraite en 1808 et mourut en 1819. Dans son testament, il constitua une rente pour l'entretien des pauvres et leur légua son mobilier dont la vente rapporta 2 468 francs. C'est l'abbé Cauchon qui lui succéda en 1808 et fit réparer la tour endommagé par la foudre, mais faute d'argent, il remplaça la flèche par un toit en bâtière, et fit construire un presbytère neuf.
En février 1833 la toiture fut endommagé à la suite d'une tempête, et les trois autels furent repeints en 1834. En 1844, un incendie détruisit la sacristie et tout ce qu'elle renfermait. La couverture de la nef fut réparer, à la suite d'un secours de l'État, à la demande de la municipalité, appuyée par le préfet.

## Description
L'église actuelle est à une seule nef et sans bas-côté. et le clocher sur le vestibule du porche.
La nef est couverte d'une charpente restaurée telle quelle était au XVIIIe siècle.
Le clocher en bâtière date de 1808 en remplacement d'une flèche renversée en 1793 par un violent orage. Une statue de saint Jacques fut scellée dans le mur à l'extérieur.

## Mobilier
L'église abrite peu de mobilier ancien.
La statue de saint Jacques du XVe siècle, autrefois à l'extérieure, fut placée sur une base figurant un angelot tenant un phylactère également du XVe siècle. Saint Jacques, filiforme, tient un livre dans sa main droite et porte la cotte et le surcot et un chapeau étroit, orné au-dessus d'une coquille saint Jacques, au bord replié. La statue et sa base sont toutes les deux inscrites au titre objet aux monuments historiques,.
Le maître-autel date du XIXe siècle et le retable et le tabernacle du XVIIIe siècle. La perque en fer forgé est récente à l'exception du Christ qui provient d'une ancienne perque.
Un vitrail a trait au culte de saint Martin, et un autre, offert par Madame Casimir Bourdet, à la mémoire de son fils, Pierre, mort au combat au cours de la Première Guerre mondiale, et où elle a fait réaliser son portrait dans le verre.